# Xerotermní biotop
Xerotermní biotop je vědecký termín pro biotop s významem:
1. Suchomilný a teplomilný týkající se suchomilné vegetace aj. přírodních druhů či společenstev.
2. Půdní oblasti s vysokými průměrnými teplotami a velmi nízkými úhrny srážek.

Typickými xerotermními stanovišti (xerotermy) jsou nezalesněná prosluněná skalní či luční stanoviště, tj. sušší biotopy. Díky svému specifiku jsou na xerotermní stanoviště vázány řady unikátních a vzácných druhů druhů rostlin a živočichů. Xerofyty jsou rostliny vázané na xerotermní biotop

## Původ slova
Jde o složeninu pocházející z řeckých slov xéros = suchý a thermé = teplo.

## Xerotermní stanoviště v Evropě a Česku
V Evropě, případně v Česku, se xerotermní stanoviště obvykle nacházejí nejčastěji na jižně orientovaných svazích jako skalní nebo drnové stepi a lesostepi. V Česku, Německu a Polsku aj. lze v xerotermech pozorovat přírodní společenstva, která mají svoje těžiště výskytu v jižní Evropě, kde u mnoha z nich jde o severní hranici areálu rozšíření. Pro zachování xerotermních organizmů nabývají také ekologického významu agrární terasy, resp. jejich svahové stupně, jako refugium těchto organizmů.

### Česko
Typickými českými xerotermními biotopy jsou např. oblasti v Českém středohoří (tj. v okrese Louny a okrese Litoměřice, ...), kaňony řeky Vltavy a kaňony řeky Berounky (tj. Křivoklátsko a Český kras, ...), na Vysočině (okres Třebíč) na jižní Moravě (tj. Podyjí, Pálava, Moravský kras, ...), severní Moravě (např. Štramberk) aj. 

### Slovensko
Na Slovensku jsou xerotermní biotopy na více místech, např. v CHKO Vihorlat.

### Polsko
Významné Polské xerotermní stanoviště jsou např. vápencové skalní lokality Krakovsko-čenstochovská jury (tj. Skały Rzędkowickie, Góra Zborów, ...), Park Krajobrazowy Góra Świentej Anny aj. 

## Galerie

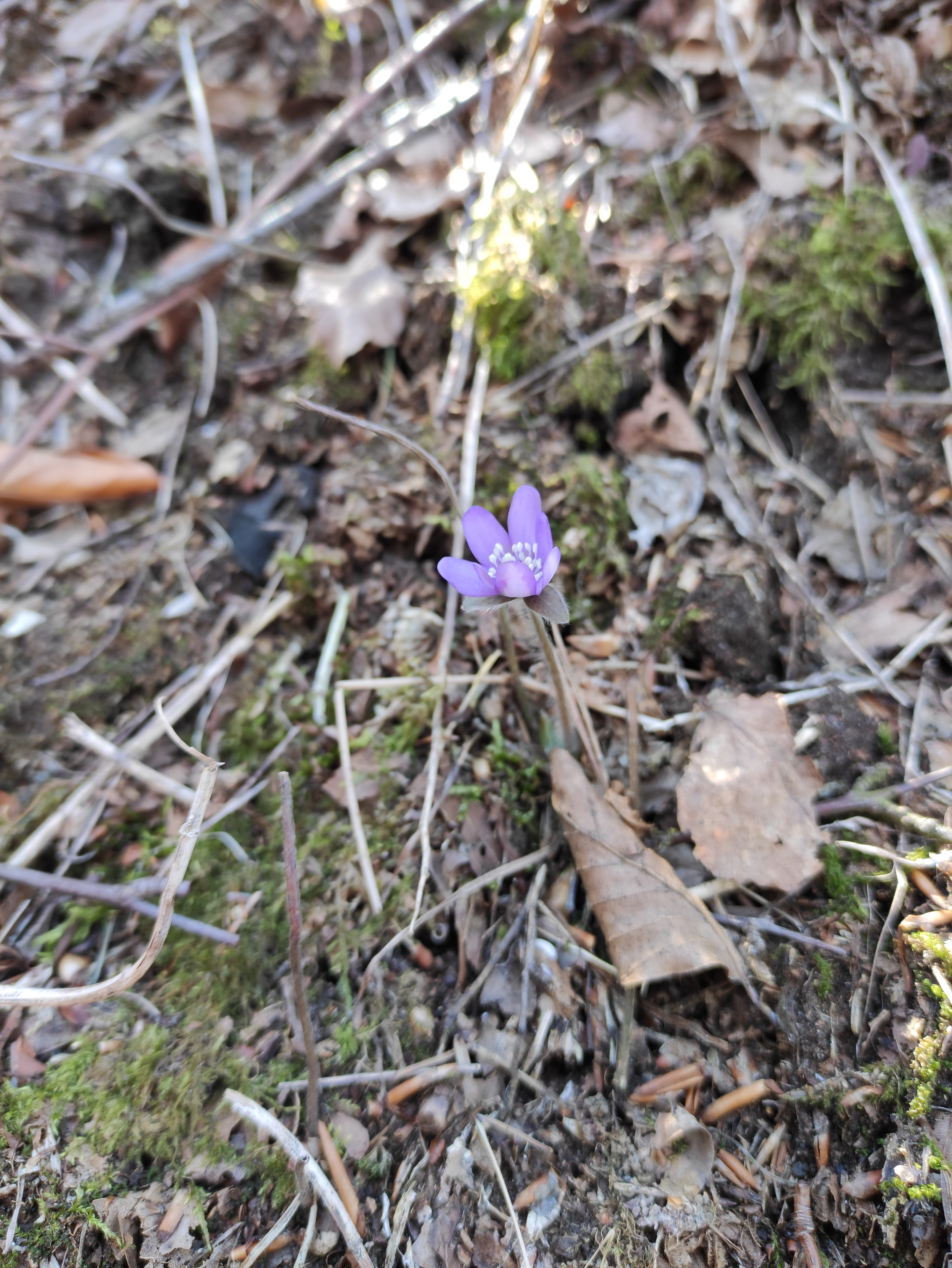
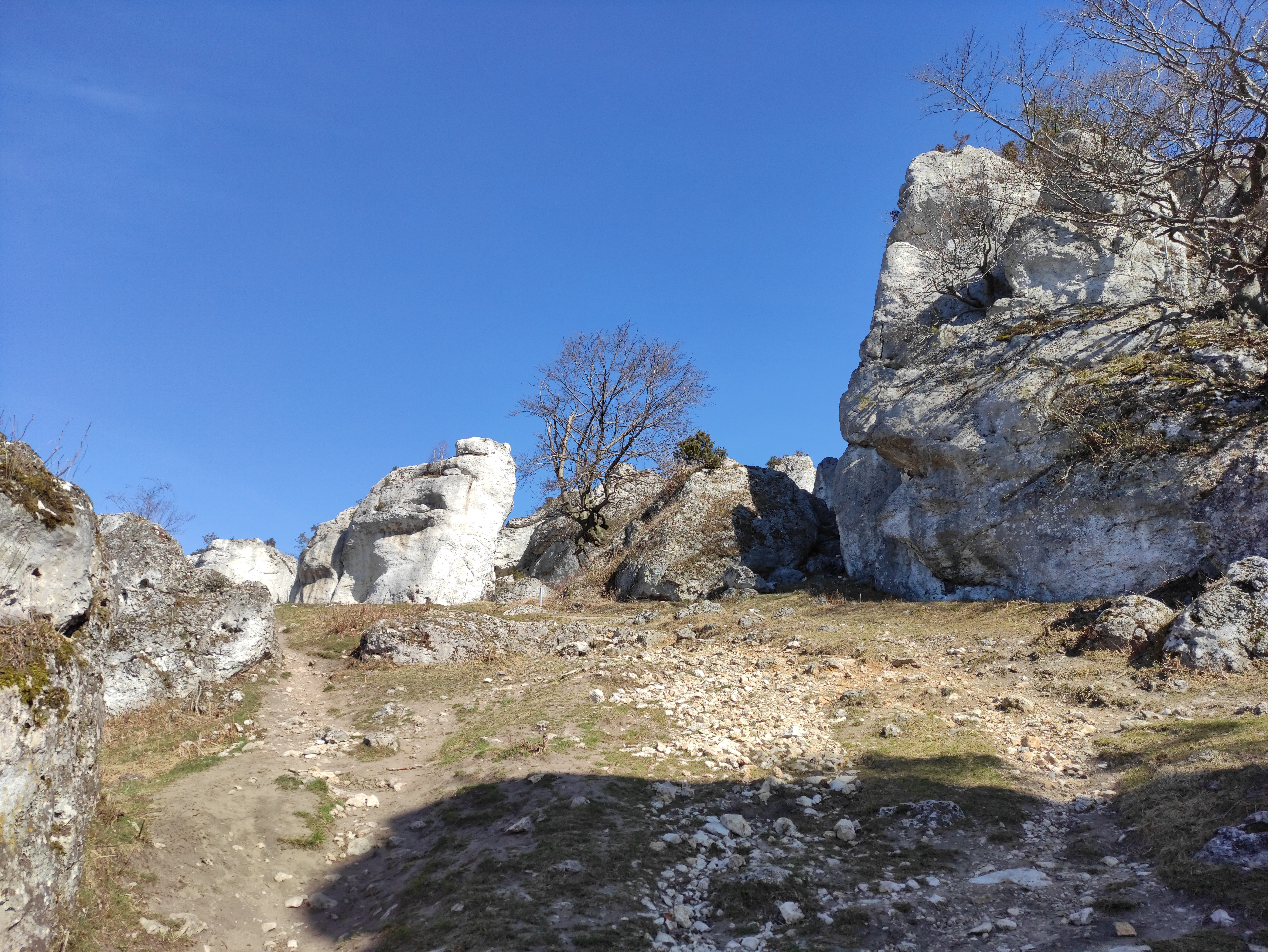